# Vicențiu Găvănescu
Vicențiu Găvănescu este un fost senator român în legislatura 1996-2000 ales în județul Teleorman pe listele PNL. Din luna septembrie 2000, Găvănescu a fost un senator neafiliat. În cadrul activității sale parlamentare, Vicențiu Găvănescu a fost membru în grupurile parlamentare de prietenie cu Republica Islamică Iran și Republica Finlanda. Vicențiu Găvănescu a inițiat 12 propuneri legislative din care 1 a fost promulgată lege. Vicențiu Găvănescu a fost membru în comisia economică, industrii și servicii precum și în comisia pentru muncă, familie și protecție socială. 